# 데이터 컨버전
데이터 컨버전(data conversion)은 컴퓨터 데이터를 한 형식에서 다른 형식으로 변환하는 것이다. 컴퓨터 환경 전체에서 데이터는 다양한 방식으로 인코딩된다. 예를 들어, 컴퓨터 하드웨어는 데이터에 패리티 비트 검사 등이 포함되어야 하는 특정 표준을 기반으로 구축되었다. 마찬가지로 운영 체제는 데이터 및 파일 처리에 대한 특정 표준을 전제로 한다. 또한 각 컴퓨터 프로그램은 서로 다른 방식으로 데이터를 처리한다. 이러한 변수 중 하나가 변경될 때마다 데이터는 다른 컴퓨터, 운영 체제 또는 프로그램에서 사용되기 전에 어떤 방식으로든 변환되어야 한다. 이러한 요소의 버전이 다르더라도 일반적으로 데이터 구조가 다르다. 예를 들어, 일반적으로 응용 프로그램 상호 운용성이나 새로운 기능을 사용하기 위한 목적으로 한 형식에서 다른 형식으로 비트를 변경하는 것은 단지 데이터 컨버전일 뿐이다. 데이터 컨버전은 텍스트 파일을 한 문자 인코딩 시스템에서 다른 문자 인코딩 시스템으로 변환하는 것만큼 간단할 수 있다. 또는 오피스 파일 형식 변환이나 이미지 형식 및 오디오 파일 형식 변환과 같이 더 복잡한 작업이다.
컴퓨터 환경 내에서 데이터가 변환되는 방법에는 여러 가지가 있다. 이는 최신 버전의 컴퓨터 프로그램으로 업그레이드하는 경우처럼 원활하게 이루어질 수 있다. 또는 변환에는 특수 변환 프로그램을 사용하여 처리해야 할 수도 있고, 중간 단계를 거치는 복잡한 프로세스가 포함될 수도 있고 탭 간 변환이 포함될 수 있는 복잡한 CSV의 "내보내기" 및 "가져오기" 절차가 포함될 수도 있다. 어떤 경우에는 프로그램이 데이터 입력 단계에서 여러 데이터 파일 형식을 인식한 다음 출력 데이터를 여러 가지 다른 형식으로 저장할 수도 있다. 이러한 프로그램은 파일 형식을 변환하는 데 사용될 수 있다. 소스 형식이나 대상 형식이 인식되지 않으면 때때로 중간 형식으로 변환할 수 있는 세 번째 프로그램을 사용할 수 있으며, 그런 다음 첫 번째 프로그램을 사용하여 다시 형식화할 수 있다. 가능한 시나리오는 많다.

## 같이 보기
- 문자 인코딩
- 데이터 이관
- 데이터 랭글링
- 트랜스코드
- 데이터 트랜스포메이션
- 소스 대 소스 컴파일러
- 표현 계층